# Château de Montcony
 (mars 2024).
Le château de Montcony est un édifice civil français situé sur la commune de Montcony en Bresse louhannaise, dans le département de Saône-et-Loire. C'est une propriété privée qui ne se visite pas.

## Situation

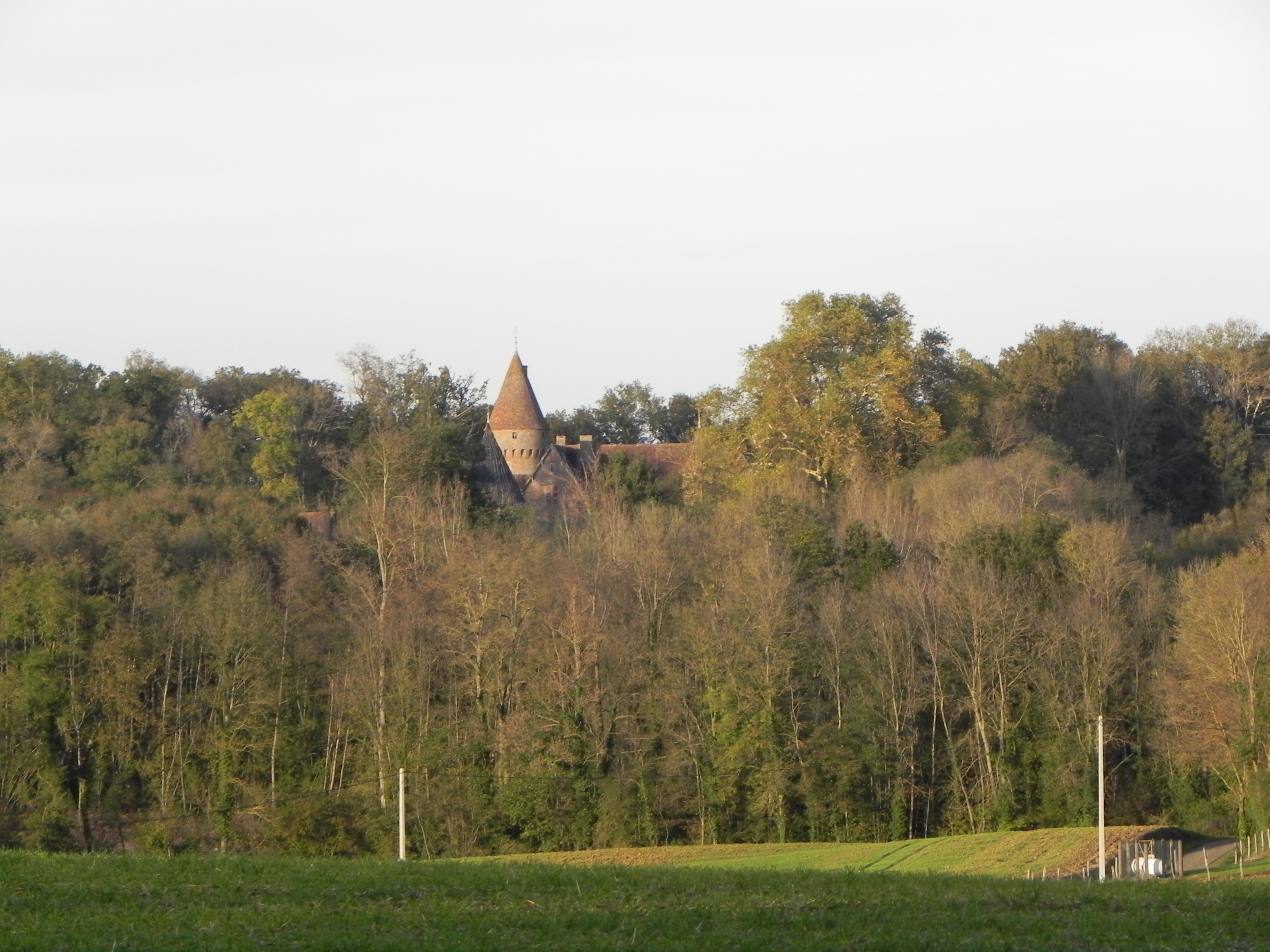
Le château de Montcony vu du Hauts des Champs.

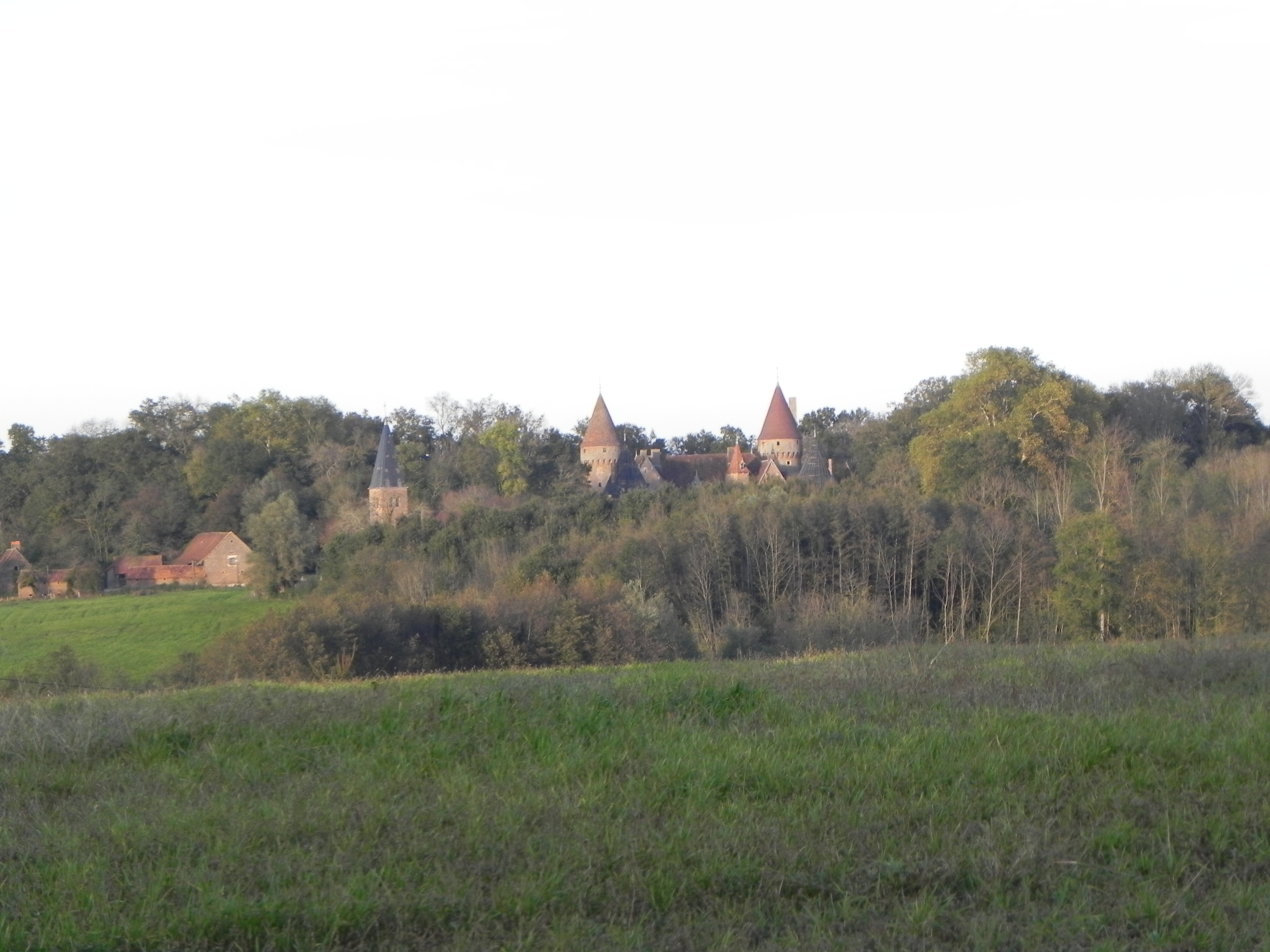
Le château de Montcony vu du Bois Cahuet.

Le château est situé au centre de la commune, en bordure de la départementale 23, sur une motte en terrain plat, lui-même situé en haut d'une petite colline.

## Histoire

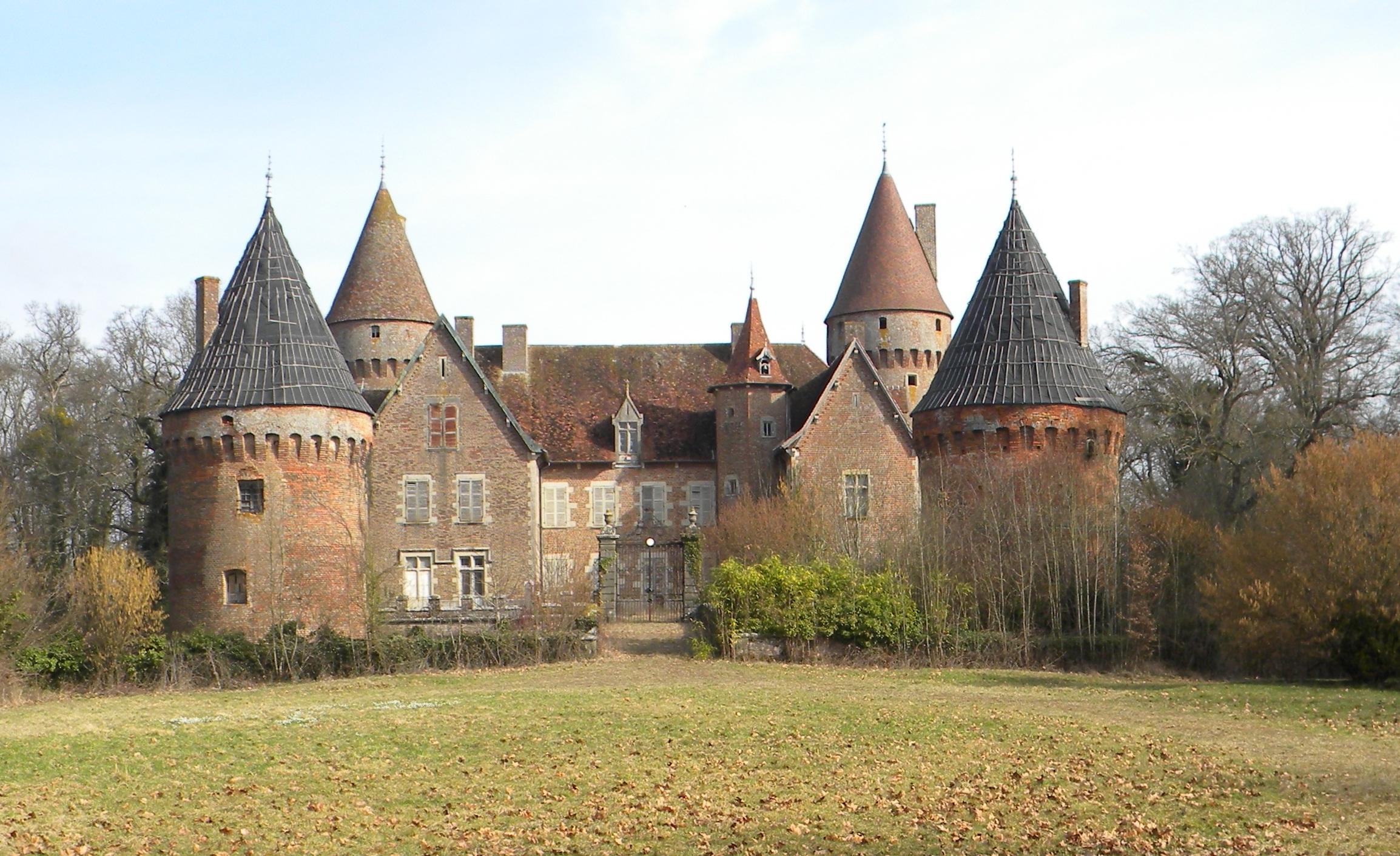
Le château de Montcony.

### Moyen Âge
La famille de Montcony (ou Montconis ou Montconys), qui compte des personnages importants dans l'entourage des ducs de Bourgogne, est attestée dès le XIIIe siècle, époque probable de la construction du château. En 1280, Renaud, seigneur de Montcony fonde une chapelle dédiée à saint Eusèbe. En 1434, Guillaume de Montcony, chambellan, reçoit en son château la duchesse Isabelle de Portugal.

### Ancien Régime
En 1657, après la mort de Charles, dernier baron de Montconis, la terre passe à René de Franay, avant d'être vendue en 1676 à Antoine Arviset, écuyer, trésorier général de France en Bourgogne et en Bresse. Jean Jehannin, conseiller au Parlement de Dijon achète la propriété à la fin du XVIIe siècle et la revend en 1712 à la famille de La Rodde, dont les membres vont se succéder dans la possession de Montcony. Le premier, Claude de La Rodde, seigneur de Charnay, commandant le régiment de Fontanges, qui meurt en 1734, puis son fils Charles-Louis, époux de Nicole-Étiennette de Ganay, premier maire de la commune, qui meurt en 1792. Son unique fils Étienne-Charles-Louis émigre pendant la Révolution puis revient en France, avant de mourir en 1804.

### XIXesiècle
Marie-Hector de La Rodde, fils du précédent, qui devient maire de Montcony en 1815, meurt en 1857 et est inhumé dans la chapelle de Bellefond à Saint-Martin-en-Bresse ; sa veuve, Diane de Balathier, se retire à l'abbaye-aux-Bois à Paris où elle meurt dix ans plus tard. N'ayant pas d'héritier direct, le domaine passe au neveu celle-ci, Philibert-Gustave Mareschal de Longeville de La Rodde, dont les descendants garderont la propriété. Marie-Louis-Paul Mareschal de Longeville de La Rodde et son fils Olivier, qui tous les deux seront maires de la commune.

### Époque contemporaine
En 1993, le château fait l'objet d'une inscription à l'inventaire supplémentaire des monuments historiques à la demande de Bernard Mareschal de Longeville de la Rodde, alors propriétaire du château avec ses deux sœurs Anne-Marie et Nicole. Le château est classé monument historique après la signature, par les propriétaires, de la demande de classement.
Entre 2002 et 2005, les propriétaires entreprennent avec le concours du conseil régional de Bourgogne, du département de Saône-et-Loire et du ministère de la Culture, une réfection majeure des toitures et charpentes d'une des deux plus hautes tours, celle dite « nord-est », haute de 41 mètres, ainsi que de l'aile est du corps de logis. Ces deux tranches de travaux sont dirigées par Frédéric Didier, architecte en chef des monuments historiques. En 2006, les propriétaires-gestionnaires sont récompensés pour cette opération en obtenant le 1er prix ex æquo régional du Patrimoine, décerné par le conseil régional de Bourgogne, en collaboration avec l’Association des parcs et jardins de Bourgogne, la Fondation du patrimoine, La Demeure historique, Vieilles maisons françaises, Maisons paysannes de France et l'Union régionale des conseils d'architecture, d'urbanisme et de l'environnement (CAUE).

## Armoiries des occupants successifs

Famille Arviset.

Famille de Montcony (ou de Montconis ou de Montconys) : de gueules à la fasce d'argent abaissée sur une fasce ondée d'or.
Famille Arviset : d'azur au chevron d'or, accompagné en chef de deux larmes d'argent, et en pointe d'une étoile d'or.

Blason de La Rodde.

Famille de La Rodde : d'azur à une roue d'or au chef d'argent, chargé de trois chevrons de gueules, posés en fasce (Alias : d'azur à une roue d'or, surmontée d'une fasce vivrée de trois pointes de même).

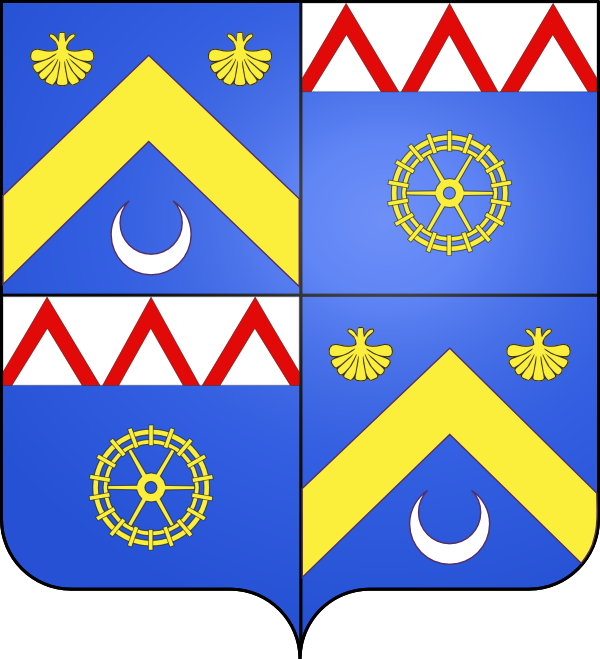
Blason Mareschal de Longeville de La Rodde.

Famille Mareschal de Longeville : d'azur au chevron d'or accompagné, en chef, de deux coquilles du même et, en pointe, de deux croissants d'argent.
Famille Mareschal de Longeville de La Rodde: écartelé aux 1 et 4 d'azur, au chevron d'or, accompagné en son chef de deux coquilles du même et en pointe d'un croissant d'argent; aux 2 et 3 d'azur à la roue d'or, au chef d'argent, chargé de trois chevrons de gueules, posés en fasce.

## Devises
Famille de La Rodde : Audaces fortuna juvat.

## Description

### Architecture et vue d'ensemble
Construit vraisemblablement au XIIIe siècle, puis modifié au XVe siècle, le château a perdu, au début du XIXe siècle, ses courtines crénelées qui s'élevaient au niveau de l'étage carré des bâtiments, tandis que des ouvertures étaient aménagées dans le corps de logis; ces derniers remaniements sont réalisés vers 1870 sous la direction de l'architecte Charles Suisse, originaire de la Côte-d'Or.
Il occupe une terrasse quadrangulaire cantonnée de quatre grosses tours rondes en brique, couronnées de mâchicoulis couverts sous des toitures coniques en tuiles de couleur ocre typiques. Les deux tours du nord, qui comportent cinq étages d'inégale hauteur, encadrent le corps de logis de plan rectangulaire à un étage carré et un étage de comble que complètent, au sud, deux courtes ailes en retour d'équerre. Dans l'angle nord-est de la cour, une tour hexagonale abrite un escalier de pierre à vis. Isolées par la destruction des murailles, les deux tours sud défendaient jadis le pont-levis maintenant remplacé par un chemin en remblais qui donne accès à une porte cochère sans couvrement dont les piliers en bossages contrastent avec l'austérité de l'ensemble des constructions.
La tour sud-ouest renferme une chapelle du XVIIIe siècle abritant un autel, un retable et des boiseries. Le salon du logis principal est orné de lambris du début du XIXe siècle et un cabinet aménagé dans l'épaisseur de la muraille de la tour est décoré de papiers peints.
La demeure est complétée par des communs composés d'un corps de bâtiment, d'un hangar, d'une ferme accompagnée de maisons d'habitation et d'un puits.

### Mobilier, œuvres d'art et archives
Comme bien d'autres demeures en France, le château de Montcony a malheureusement été l'objet de très nombreux cambriolages et pillages depuis les années 1980, ayant fait disparaître un très important patrimoine. Ces méfaits sont conjointement attribués au grand banditisme, à des professionnels malintentionnés et à des particuliers curieux et irrespectueux du patrimoine de la région. La quasi-totalité du mobilier bressan et comtois de nombreuses époques différentes qui s'y trouvait a aujourd'hui disparu, le reste ayant malheureusement été irrémédiablement vandalisé. L'ancienne chapelle du château n'a pas été épargnée. L'intérieur a été laissé dans un mauvais état général.[réf. nécessaire]
Le peu d'éléments mobiliers et les archives restant à sauvegarder ont pu être mis définitivement à l'abri par les propriétaires-gestionnaires actuels de façon que le château ne contienne plus aucun objet de valeur. Les lieux ont également été radicalement sécurisés depuis les années 2000 et font l'objet d'une surveillance particulière depuis 2007.

### Protection
Le portail, les dépendances et la ferme font l’objet d’une inscription au titre des monuments historiques depuis septembre 1993.
Le château, ses fossés et son pont dormant font l’objet d’un classement au titre des monuments historiques depuis mars 2001.